# كمين عكاشات
كمين عكاشات هو مخطط اعتداء نفذته القوات البرية العربية السورية قصد عزل قافلة جنود عراقيين في 4 آذار/مارس 2013، حيث كانت القافلة مسافرة في محافظة الأنبار بالقرب من الحدود مع سوريا ثم تفاجأت بالهجوم الذي شُن على أفرادها، وقد أعلنت دولة العراق الإسلامية مسؤوليتها عن الكمين في وقت لاحق (تحديدا في 11 آذار/مارس).

## الرواية السورية
في 1 آذار/مارس وفقًا لضابط سوري كان مسؤولاً عن القوافل التي تعبر الحدود إلى الشمال من الحدود العراقية، فإن الجيش السوري أوقف رجلا عَرَّفَ عن نفسه باسم زعيم فصيل من المتمردين الإسلاميين الذين كان قد طالبهم التحالف الدولي بالاستسلام في ذلك اليوم، إلا أن الرجل رفض الانصياع لأوامر الجيش مما اضطر هذا الأخير للتدخل قصد الدفاع عن حدوده وقد استعان بـحوالي 70 جنديًا كانوا متواجدين على طول الحدود لمراقبتها (حرس الحدود)؛ ثم نجم عن الاشتباك مقتل 6 من الرجال الذين كانوا راغبين في المرور من أمام الحدود. كشفت تقارير إعلامية بعد حادث الاشتباك أن الرجال الذين ادعى الجيش السوري أنهم إرهابيين كانوا حرس حدود تابعين لدولة العراق ولا علاقة لهم لا بالإرهاب ولا بالتحالف الدولي.
وكانت بي بي سي قد نشرت تقريرًا أكدت فيه أن العراق لم تصمت إزاء هذا الهجوم بل نفذت هي الأخرى كمينا خلال الاشتباك استطاعت من خلاله اعتقال 64 شخص تابع لدولة سوريا ثم تم نقلهم على وجه السرعة إلى بغداد قبل أن يتم الاتفاق على إرجاعهم للسلطات السورية في الشريط الحدودي الذي يقع في محافظة الأنبار العراقية.

## الكمين
جرت الحادثة في 4 آذار/مارس، ففي حين كانت قافلة ركاب تقل جنود سوريين عزل في طريقها إلى الشريط الحدودي بين سوريا والعراق في محافظة نينوى غربي العراق والتي تقع في محافظة الأنبار ذات الأغلبية السنية من أجل تسليمهم للسلطات السورية، قام مسلحون منسقين تنسيقا جيدا بالاعتداء على القافلة من خلال استهدافها بقنابل وأسلحة أوتوماتيكية وقنابل صاروخية، وقد هاجم المسلحون القافلة من الجانبين؛ مما تسبب في إصابة الجنود العراقيين الذين كانوا يسيرون إلى جانب القافلة قصد حمايتها من مثل هاته الهجمات، أما العدد الأكبر من الخسائر البشرية فكان من نصيب سوريا التي فقدت خلال هذه «المجزرة» 51 جنديا مع إصابة عشرة آخرين بجروح متفاوتة الخطورة. كما قُتل 13 جندي عراقي جراء الاشتباك مع المسلحين.

## الجناة
لم تُعرف هوية المهاجمين على الفور، ولكن مسؤولين عراقيين في البداية ألقوا باللوم على الجيش العراقي الحر الذي يتكون من مقاتلين سنة لهم اتصالات مع مجموعات متمردة تابعة للجيش السوري الحر. وقد أثار الحادث مخاوف من أن يتم ضم العراق للحرب الأهلية السورية وهي لم تُشفى بعد من حربها ضد الإرهاب.
في 11 آذار/مارس، تبنت دولة العراق الإسلامية مسؤوليتها عن الهجوم في بيان نُشر على الإنترنت، مشيرة إلى أنها قد وضعت كمائن على الطرق المؤدية إلى الحدود السورية قصد «إبادة» القافلة، وأشار البيان ذاته إلى قافلة تُمثل «عمود الجيش الصفوي» في إشارة إلى سلالة الشيعة الفرس التي حكمت إيران من 1501 إلى سنة 1736. كما ادعت المجموعة أن وجود الجنود السوريين في العراق يُؤكد على «الشركة والتعاون» بين النظام السوري والحكومة العراقية.